# Onomichi
Onomichi (尾道市 Onomichi-shi?) es una ciudad localizada en la prefectura de Hiroshima, Japón. En junio de 2019 tenía una población estimada de 132 675 habitantes y una densidad de población de 465 personas por km². Su área total es de 285,11 km².
La ciudad es famosa por los templos budistas de Senkō-ji (siglo IX), tiene un astillero y una fábrica de motores. En la actualidad ofrece un buque de vapor de servicios a los puertos del norte de Shikoku y las islas del mar Interior. Onomichi está bien conectada por mar con la isla de Shikoku, así como con algunas de las islas del mar Interior.
En Onomichi se rodaron algunas de las escenas de la película Cuentos de Tokio (1953), de Yasujirō Ozu.

## Historia
La ciudad se fundó el 1 de abril de 1898.
- 1168: El puerto de la ciudad se abre y para los próximos 500 años servirá como un centro de embarque de arroz y el puerto para todos los oficios con los países extranjeros. Su importancia comercial vaciló un poco durante la era Tokugawa.

- 1898: Ciudad de Onomichi Mitsugi Distrito se convierte en la segunda ciudad de la prefectura de Hiroshima.

- 1937: La ciudad de Kurihara y el pueblo de Yoshiwa, tanto en Mitsugi Distrito incorporado.

- 1939: El pueblo de Sanba de Numakuma Distrito incorporado.

- 1951: El pueblo de Fukada de Mitsugi Distrito incorporado.

- 1954: Tres pueblos de Mitsugi Distrito incorporado.

- 1955: Tres pueblos de Numakuma Distrito incorporado.

- 1957: El pueblo de Urasaki de Numakuma Distrito incorporado.

- 1970: La ciudad de Mukaihigashi de Mitsugi Distrito incorporado.

- 28 de marzo de 2005: Las ciudades de Mitsugi y Mukaishima de Mitsugi Distrito fusionaron en Onomichi.

- 10 de enero de 2006: Innoshima y Setoda de Toyota Distrito fusionaron en Onomichi.

## Geografía

### Localidades circundantes
- Prefectura de Hiroshima
  - Fuchū
  - Fukuyama
  - Mihara
  - Sera

## Demografía
Según los datos del censo japonés, esta es la población de Onomichi en los últimos años.
| Año del censo | Población |
| ------------- | --------- |
| 1995          | 159 890   |
| 2000          | 155 200   |
| 2005          | 150 225   |
| 2010          | 145 202   |
| 2015          | 138 626   |

## Turismo
Templos
Senko-ji - Peregrinación de Chūgoku Kannon 33 # 10 - Templo Senkoji
Kōmyō-ji - Templo Komyobo 
Tennen-ji - Templo Tenneiji 
Jodo-ji de Chūgoku - Kannon Peregrinación 33 # 9 - Templo Jodoji 
Saigō-ji
Saigoku-ji - Chūgoku Kannon Peregrinación especial 33 # - Saikokuji Templo 
Kongo-ji
Kosan-ji en Setoda, Hiroshima - Templo Kosanji 
Kojo-ji en Setoda - Peregrinación de Chūgoku Kannon 33 # 11 - Tesoro del Templo Kojoji Nacional 
Jiko-ji - Templo Jikoji
Kaifuku-ji
Josen-ji
Seijyu-in
Jikan-ji
Myōsen-ji
Taisan-ji
Los 88 templos de Innoshima

Santuarios
Misode-Tenman-gu - Misode Santuario en Enhlish
Santuario Ushitora - el más antiguo santuario en Onomichi
Santuario Kubohachiman 
Castillos
Suigun Castillo Innoshima - Onomichi Lugares Turísticos de la ciudad 
Onomichi Castillo
Fukuyama dominio Bansho Ato
Parques y Jardines
Senkoji Parque en el monte. Senkoji - conectados por Senkōji teleférico de la estación de Onomichi - Onomichi Turística de la Ciudad Spots 
Senkoji Green Land Parque (1965-2007)
Bingo Regional de Parque de Deportes - sitio oficial - Bingo Parque Deportivo 
Onomichi Shimanami Estadio de Béisbol - NPB juego dos veces al año como Hiroshima Carp juego en casa.
Mukaishima Centro de Orquídeas - sitio oficial - Onomichi Turística de la Ciudad Spots
Innoshima centro de la flor - sitio oficial - Onomichi Turística de la Ciudad Spots 
Citrus Park Setoda - sitio oficial - Onomichi Turística de la Ciudad Spots 
Ohashi Parque Memorial Innoshima - Prefectura de Hiroshima
Monte Takami parque nacional - Onomichi Lugares Turísticos de la ciudad 
Naturaleza Villa Tachibana - Onomichi Lugares Turísticos de la ciudad 
La isla de las Floraciones - El Pelitre - Onomichi Lugares Turísticos de la ciudad 
Hyakka Parque - Ciudad de Onomichi Lugares Turísticos 
Jardín Souraiken - Onomichi Lugares Turísticos de la ciudad
Groenlandia Mitsugi - Onomichi Lugares Turísticos de la ciudad 
Centro Juvenil de Marina - Centro Juvenil de Marina 
Softbol Mitsugi estadio de béisbol - Parque de Pelota de Softbol Mitsugi 
Chojabara Centro Deportivo - Chojabara Centro Deportivo 
Mukaishima Parque Deportivo - Mukaishima Parque Deportivo 
Innoshima Parque Deportivo - Innoshima Parque Deportivo 
Recreo Innoshima Pool - Pool Innoshima Recreo 
Kaibutsu-en Ato - El jardín de la Casa de Tomishima ( Tenmaya )

Museos
Onomichi Museo de la Ciudad de Arte - sitio oficial - Onomichi Turística de la Ciudad Spots 
Ikuo Hirayama Museo de Arte - por el nombre de Ikuo Hirayama - Onomichi Turística de la Ciudad Spots
Museo Nakata - sitio oficial - Nakata Nuseum de Arte 
Literatura Museo Onomichi - Onomichi Lugares Turísticos de la ciudad 
Museo Memorial Entsuba - Onomichi Lugares Turísticos de la ciudad 
Honinbo Shusaku Igo Memorial Museum - por el nombre de Honinbo Shusaku - el sitio oficial
Museo de Historia Setoda y Folclore - Onomichi Lugares Turísticos de la ciudad 
Museo Histórico Onomichi - Onomichi Lugares Turísticos de la ciudad 
Museo de Historia Innoshima - Onomichi Lugares Turísticos de la ciudad 
Para toda la Isla de los Museos de Arte - Onomichi Lugares Turísticos de la ciudad 
Propuesta Onomichi Museo Imagen - Onomichi Lugares Turísticos de la ciudad 

Playas
Playa Shimanami - Playa Shimanami 
Camping Ohamasaki - Camping Ohamasaki 
Sunset Beach Setoda - Sunset Beach Setoda 
Setoda B & G Centro Marino - B & G Setoda Centro Marino 
Tachibana Playa
Playa Iwashijima en Iwashijima Isla
Baños termales

Spa Natural Onomichi Fureai no Sato - Onomichi Lugares Turísticos de la ciudad 
Yu Yu Mitsugi-Kan - Onomichi Lugares Turísticos de la ciudad 
Harada-cho Yujin termales
Yoro termales
Otros
El camino de la literatura - Lugares Turísticos Onomichi City 
Autovía de Nishiseto - "Shimanami Expressway" y se conecta Onomichi Imabari, Ehime
Innoshima horizonte Suigon
Bus Stop Kaneyoshi - Onomichi Lugares Turísticos de la ciudad 
La Estatua de la Fumiko Hayashi - Onomichi Lugares turísticos de la ciudad 
Municipal Lirary Onomichi - Onomichi Lugares Turísticos de la ciudad 
Piedra Monumentos Tsureshio - Onomichi Lugares Turísticos de la ciudad 
Shimanami Koryu-kan - Teatro Shell-runa "- Ciudad de Onomichi Lugares turísticos 
Bel Canto Hall - Onomichi Lugares Turísticos de la ciudad 
Crossroad Mitsugi - Onomichi Lugares Turísticos de la ciudad 
Festivales
Minato Matsuri Onomichi - el Festival del Puerto - abril
Onomichi Sumiyoshi Matsuri Hanabi - Fuegos artificiales - el último domingo de julio
Innoshima Suigun Matsuri - en Suigun Casyle - agosto
Onomichi Betcha Matsuri - 1 al 3 de noviembre

## Economía
La manufactura
La construcción naval
Utsumi Zosen
Mukaishima Dock
Onomichi Arsenal
Universal de la construcción naval Onomichi muelle
Hitachi Zosen Onomichi muelle
JFE Shoji Comercio sobre la construcción naval

## Industria del metal
Pulse Kogyo
Unión del mural Planta Onomichi 
Industria alimentaria
Fukuri Bussan
Maruka Shokuhin
Onomichizousu
Shinobu Alimentos Onomichi planta
Pantalla de cristal líquido
Farmacéutica
Maruzen Farmacéutica
Química
Nitto Denko Onomichi planta
Yokohama Rubber Onomichi planta

## Otros
Andex
INAX Planta Onomichi 

## Agricultura
Mikan , uva , Juncus effusus , Cebollín..
Pesca
Kamaboko , Bacalao , Tsukudani..
Medios de Comunicación
Onomichi FM
Venta de Libros
Keibunsha

## Onomichi en los medios
La ciudad aparece en la clásica película japonesa de Tokio Story . Es el escenario de la fantasía 2005 anime serie Kamichu! que representa fielmente muchas de las características de la ciudad y sitios históricos. Es también el escenario del manga romántico Pastel por Toshihiko Kobayashi.

## Libros
Una noche oscura de pasar (1921) de Naoya Shiga
Horoki (1930) por Fumiko Hayashi
Akumyo (1961) de Kon toko

## Películas
Cuentos de Tokio por Yasujiro Ozu (1953)
Películas por Kaneto Shindō
Kanashimi wa onna dakeni (1958)
La isla desnuda (1960)
Akumyo serie por Tokuzo Tanaka , , Kazuo Mori , Kimiyoshi Yasuda , Masahiro Makino , Yasuzo Masumura , Seiji Izumi (1961-2001)
Nikui un chikushô- por Koreyoshi Kurahara (1962)
Tres historias de Onomichi Nobuhiko Obayashi
Estudiantes de intercambio (1982)
La niña que venció al tiempo (1983)
Lonely Heart (1985)
Nueva Onomichi tres relatos de Nobuhiko
Hermana menor de Chizuko (1991)
Adiós para el Mañana (1995)
Un día de verano (1999)
Otras películas Nobuhiko
Su moto, su isla (1986)
Rumbo a los campos, las montañas y la costa del mar (1986)
El Maestro Tonto (1998)
Yamato por Junya Sato (2005)

## Manga
Hikaru no Go (1998-2003)
Paralelo (2000-2002)
Pastel (2002 -) 
Kamichu! (2005-2007)

## La gente de Onomichi
Músicos
Yoshimasa Hosoya
Masami Shiratama
Porno Grafiti
Jugadores de Go
Dogen Handa
Kanako Bandō
TV
Azuma Chizuru
Issei Takubo
Kentaro Hayami
Kikue Mishiyama
Mona Yamamoto

Deportes
Hideto Tanihara
Mariko Yoshida

Autores / Artistas
Nobuhiko Obayashi
Kaiji Kawaguchi
Genichiro Takahashi
Kiyotaka Haimura
Ikuo Hirayama

## Ciudades hermanadas
- Imabari, Japón
- Chongqing, China
- Honfleur, Francia
- Glen Rock, Estados Unidos